# Justas Volungevicius
Justas Volungevicius, né le 30 novembre 1985, est un ancien coureur cycliste lituanien.

## Palmarès sur route

### Par années
- 2004
  - 7e étape du Tour de Bulgarie
- 2007
  - Grand Prix de Lys-lez-Lannoy
- 2008
  - 5e étape de Way to Pekin

### Classements mondiaux
| Année         | 2008 |
| ------------- | ---- |
| UCI Asia Tour | 130e |

## Palmarès sur piste

### Championnats d'Europe
- Moscou 2003 (juniors)
  -  Médaillé de bronze de la poursuite par équipes juniors